# Hokej na lodzie na Zimowych Igrzyskach Olimpijskich Młodzieży 2012
Hokej na lodzie na Zimowych Igrzyskach Olimpijskich Młodzieży 2012 odbył się w dniach od 13 do 22 stycznia 2012 roku.
Zawodnicy i zawodniczki rywalizowali na lodowisku Tyrolean Ice Arena.

## Terminarz
| Data             | Miejsce   | Konkurencja                                   | Złoto              | Srebro          | Brąz              |
| ---------------- | --------- | --------------------------------------------- | ------------------ | --------------- | ----------------- |
| 16 stycznia 2012 | Innsbruck | Konkurs umiejętności indywidualnych dziewcząt | Julie Zwarthoed    | Fanni Gasparics | Sharnita Crompton |
| 16 stycznia 2012 | Innsbruck | Konkurs umiejętności indywidualnych chłopców  | Augusts Vasilonoks | Attila Kovacs   | Seiya Furukawa    |
| 22 stycznia 2012 | Innsbruck | Turniej dziewcząt                             | Szwecja            | Austria         | Niemcy            |
| 22 stycznia 2012 | Innsbruck | Turniej chłopców                              | Finlandia          | Rosja           | Kanada            |